# Fyzika polymerů
Fyzika polymerů je oblast fyziky zkoumající polymery, jejich kolísání, mechanické vlastnosti i kinetiku reakcí zahrnující degradaci a polymeraci polymerů, respektive monomerů.
Zatímco dnes se tato oblast zaměřuje na perspektivu fyziky kondenzovaných látek, fyzika polymerů je původně odvětví statistické fyziky. Fyzika a chemie polymerů také souvisí s oblastí polymerů, která je považována za jejich aplikační část.
Teplotní fluktuace trvale ovlivňují tvar polymerů v kapalných roztocích a modelování tohoto vlivu vyžaduje použití zásad statistické mechaniky a dynamiky. Důsledkem je, že teplota silně ovlivňuje fyzikální vlastnosti polymerů v roztoku. Způsobuje např. fázové přechody, tání, a tak dále.
Polymery jsou velké molekuly, a proto mají velmi komplikované řešení deterministickými metodami. Přesto přinesly statistickým přístupům výsledky a jsou často vhodné, protože velké polymery (tj. polymery s velkým počtem monomerů) jsou efektivně využívány v termodynamickém limitu nekonečně mnoha monomerů (ačkoli skutečná velikost je jasně konečná).
Statistický přístup ve fyzice polymerů je založen na analogii mezi polymerem a buďto Brownovým pohybem, nebo různými typy náhodné procházky. Nejjednodušší model polymeru reprezentuje ideální řetězec odpovídající jednoduché náhodné procházce. Časté přístupy pro charakterizaci polymerů jsou také experimentální. Používají se charakterizační metody, jakými jsou např. chromatografie, viskozimetrie, dynamický rozptyl světla nebo automatické kontinuální on-line monitorování polymeračních reakcí (ACOMP) pro stanovení chemických, fyzikálních a materiálových vlastnosti polymerů. Tyto experimentální metody také pomáhaly matematickému modelování polymerů a dokonce lepšímu pochopení vlastností polymerů.
- P. J. Flory je považován za vědce, který první zavedl obor fyziky polymerů.
- Francouzští vědci přispěli od 70. let (např. de Gennes, J. des Cloizeaux).
- Doi a Edwards napsali velmi slavnou knihu o fyzice polymerů.
- Ruské a sovětské školy fyziky (I. M. Lifšic, A. Ju. Grosberg, A. R. Chochlov) byly velmi aktivní v rozvoji fyziky polymerů.